# Parafia Trójcy Przenajświętszej i Nawiedzenia Najświętszej Maryi Panny w Kiełczewicach Górnych
Parafia Trójcy Przenajświętszej i Nawiedzenia Najświętszej Maryi Panny w Kiełczewicach Górnych – parafia rzymskokatolicka, znajdująca się w archidiecezji lubelskiej, w dekanacie Zakrzówek. 
Według stanu na miesiąc luty 2017 liczba wiernych w parafii wynosiła 2464 osób.